# Gaetano Burelly
Gaetano Burelly (ortografiat și Gaetano Burelli; n. 14 februarie 1820 – d. 1896, Pătârlagele⁠(d), Buzău, România) a fost un arhitect român de origine florentină. 
În 25 iunie 1938 a apărut în Universul Literar un inteviu luat Alexandrinei Caragiale de către Șerban Cioculescu. Alexandrina a făcut precizări privind originea lui Gaetano Burelly, după cum urmează:
„... Bunicul meu era florentin, un De Castro. Era căsătorit cu o rusoaică și s-a refugiat în timpul sbuciumelor din peninsula neunificată la Constantinopol. O parte dintre frații și surorile lui au trecut în Rusia și s-au aliat cu familiile mari de acolo. Tatăl meu, Gaetano Burelli, a stat aproape 25 de ani în Franța, unde a urmat Școala de Belle-Arte și arhitectura, luând diploma de argint ca laureat. A fost adus în țară de generalul Florescu și de principele Bibescu, după ce fusese un timp secretarul lui Lamartine, poate chiar în timpul revoluției de la 1848. Aici, la noi, a fost efor și restaurator de monumente istorice, S-a căsătorit cu o domnișoară Fălcoianu. A murit la adânci bătrâneți în 1896. Îl vizitam, dimpreună cu soțul meu, la moșia sa de lângă Pătârlagele”.
Emanoil Panaiteanu-Bardasare i-a pictat în 1864-1865 portretul, lucrare cu care a participat la Expoziția artiștilor în viață din anul 1865. Gaetano Burelly a participat și el la expoziție cu proiectul de restaurare a Mânăstirii Curtea de Argeș, pentru care a primit Mențiunea Onorabilă. Proiectul fost folosit de Karl Storck, profesor în aceeași instituție, pentru realizarea unei machete care a participat la Expoziția Universală de la Paris din anul 1867.